# Amrita Sher-Gil
Pour les articles homonymes, voir Sher et Gil.
Amrita Sher-Gil née le 30 janvier 1913 à Budapest et morte le 5 décembre 1941 à Lahore est une peintre hungaro-indienne.

## Biographie
Amrita Sher-Gil naît à Budapest, en Hongrie, d'Umrao Singh Sher-Gil Majithia, un aristocrate sikh érudit en sanskrit et en persan, et de Marie-Antoinette Gottesmann, une chanteuse d'opéra juive hongroise. Sa mère se rend en Inde comme demoiselle de compagnie de la princesse Bamba Sutherland. Amrita est l'aînée des deux filles. Sa sœur cadette, Indira Sundaram (née Sher-Gil), est la mère du plasticien Vivan Sundaram (en) (né en 1943). Elle passe la majeure partie de sa petite enfance à Budapest, notamment durant la Première Guerre mondiale,,.
En 1921, sa famille déménage à Summer Hill, dans les faubourgs de Shimla, en Inde. Elle y commence l’apprentissage  du piano et du violon. Même si elle dessine très tôt, elle commence à prendre des cours de peinture à huit ans. En 1923, sa mère déménage en Italie avec elle et obtient son inscription dans une école d'art de Florence. Amrita retourne toutefois en Inde en 1924.

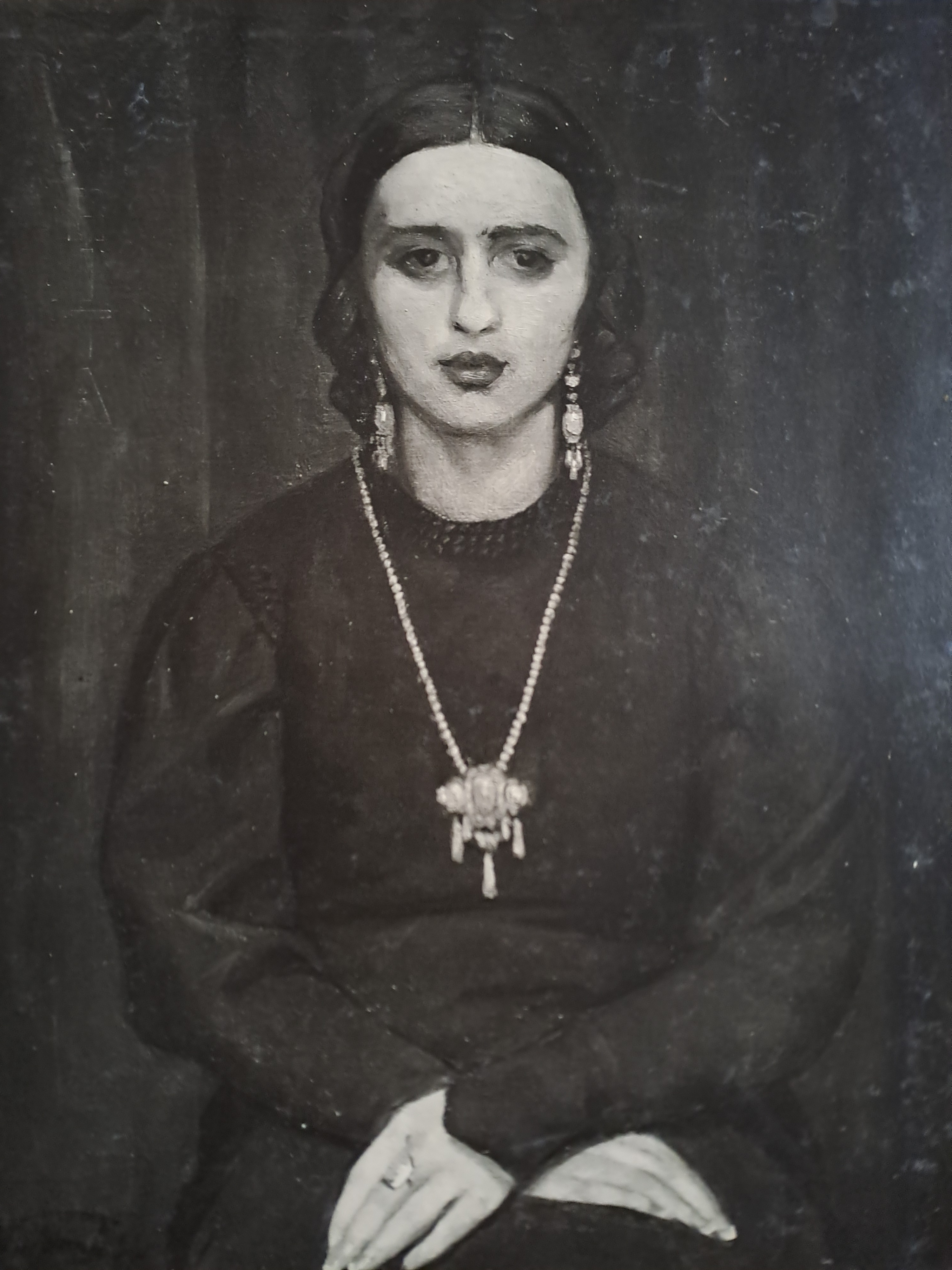
Portait d'Amrita Sher-Gil par Pierre Vaillant

En 1926, Amrita Sher-Gil se rend en Europe avec sa mère pour se former comme peintre à Paris, d'abord à l’Académie de la Grande-Chaumière, ou elle est l'élève de Pierre Vaillant puis à l’atelier de Lucien Simon où elle rencontre Boris Taslitzky et à l'École des beaux-arts, de 1930 à 1934. Elle réalise surtout des portraits dans un style proche du postimpressionnisme et du réalisme d’entre-deux-guerres. Ses premiers tableaux sont marqués par l’influence significative des modes occidentales sur la peinture, en particulier celles pratiquées dans les cercles bohèmes de Paris au début des années 1930,. À partir de 1934, son style est plus dépouillé et plus introspectif, elle s'interroge sur son identité, sur sa culture, sur les traditions de l'art indien, et décide de revenir en Inde.
En mai 1935, à Shimla, Amrita Sher-Gil rencontre le journaliste anglais Malcolm Muggeridge, qui travaille alors comme rédacteur en chef adjoint et éditorialiste pour le Calcutta Statesman. Ils vivent une relation courte mais intense,. Elle voyage ensuite sur les conseils d'un collectionneur et critique d'art, Karl Khandalavala, qui l'encourage à poursuivre sa passion pour la découverte de ses racines indiennes. Elle est notamment impressionnée et influencée par les écoles Mughal et Pahari de peinture et les peintures rupestres d'Ajanta.
En 1938, elle épouse son cousin germain hongrois, le docteur Victor Egan, et déménage avec lui dans la maison de sa famille paternelle à Saraya, Gorakhpur, en Uttar Pradesh. Elle y peint les rythmes tranquilles de l'Inde rurale. En 1941, quelques jours avant l'ouverture de sa première grande exposition personnelle à Lahore, elle tombe gravement malade et tombe dans le coma. Elle meurt le 5 décembre 1941.

Œuvres d'Amrita Sher-Gil
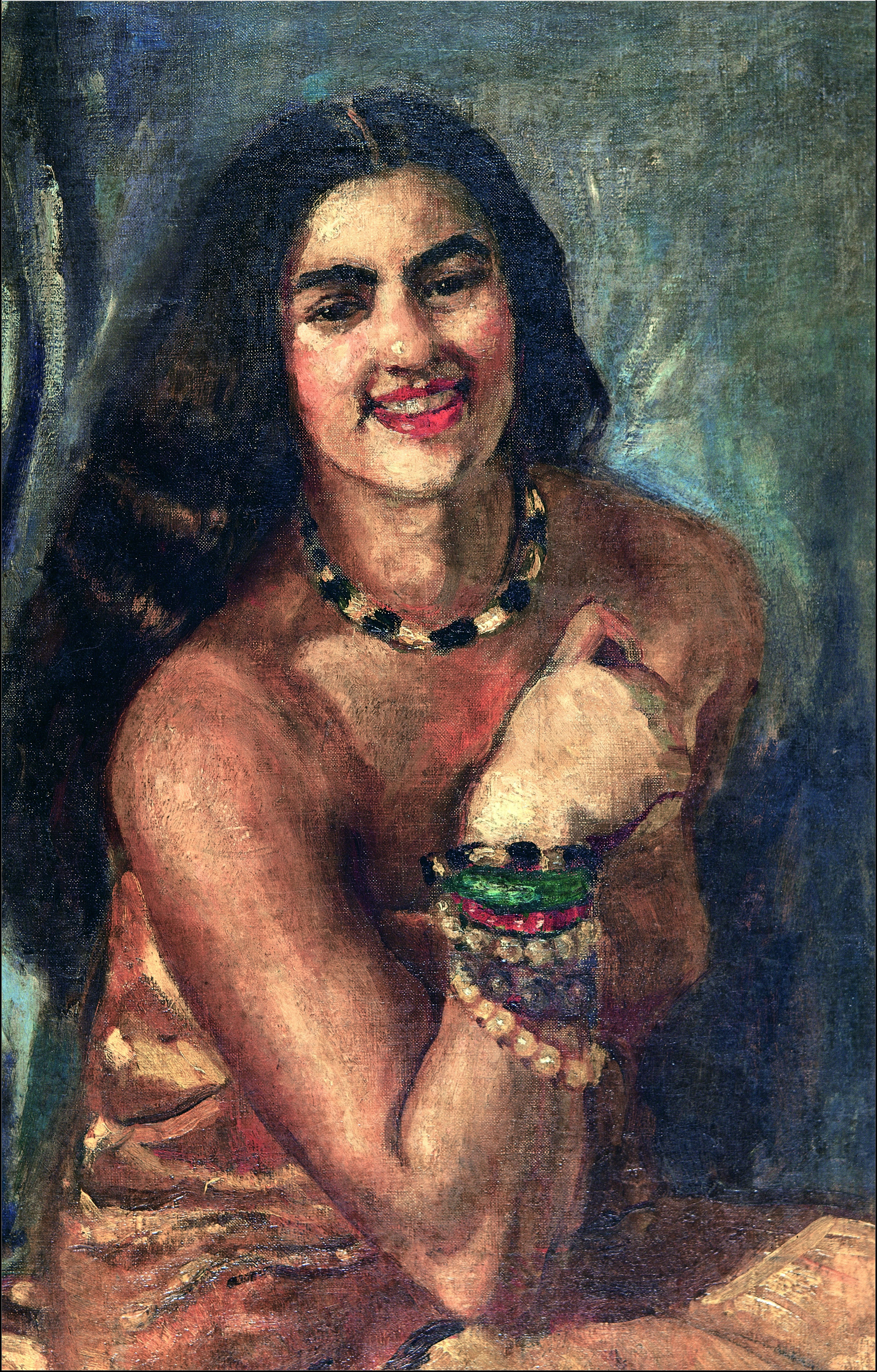
Autoportrait, 1930, New Delhi, National Gallery of Modern Art.
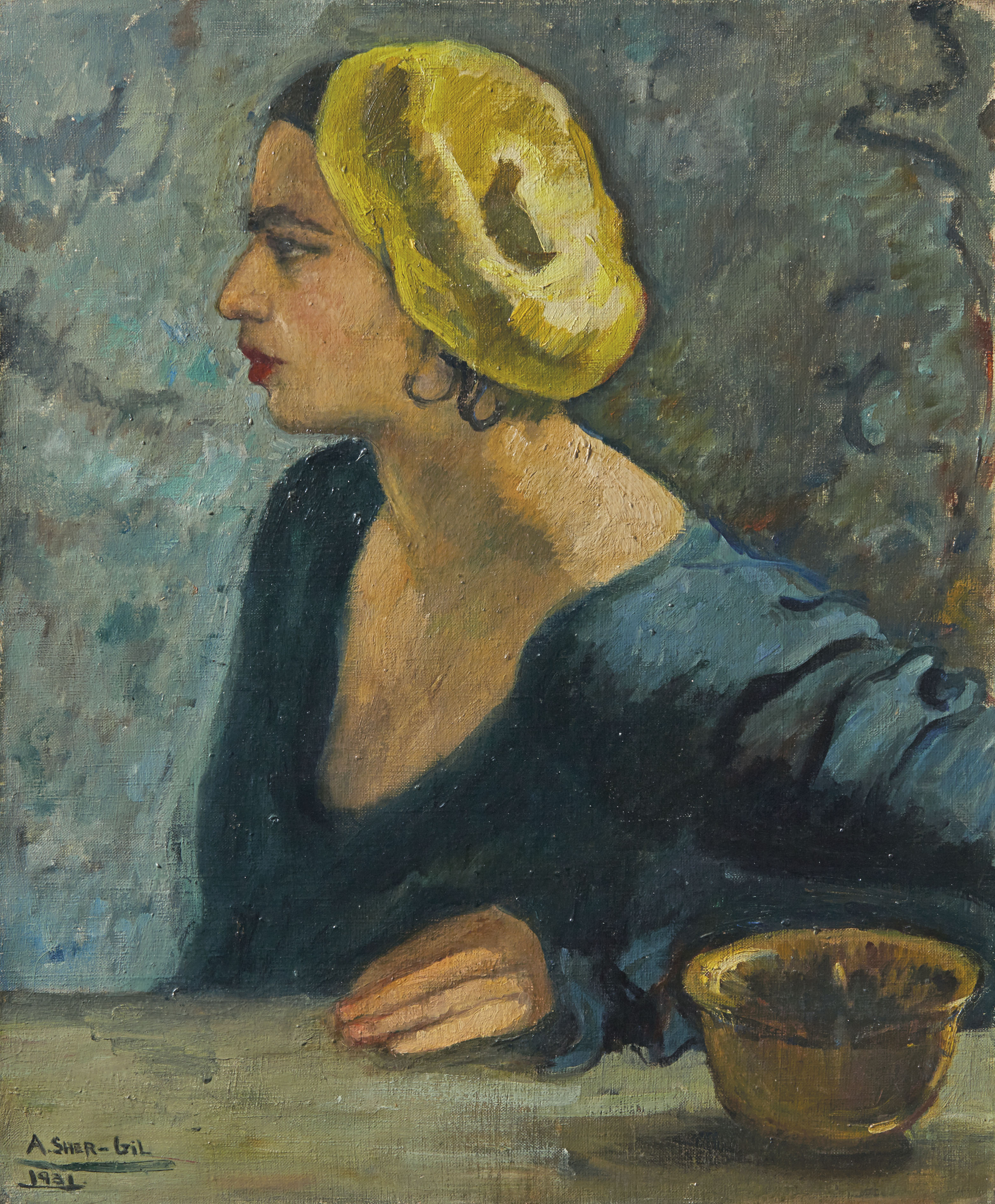
Autoportrait (sans titre), 1931, localisation inconnue.
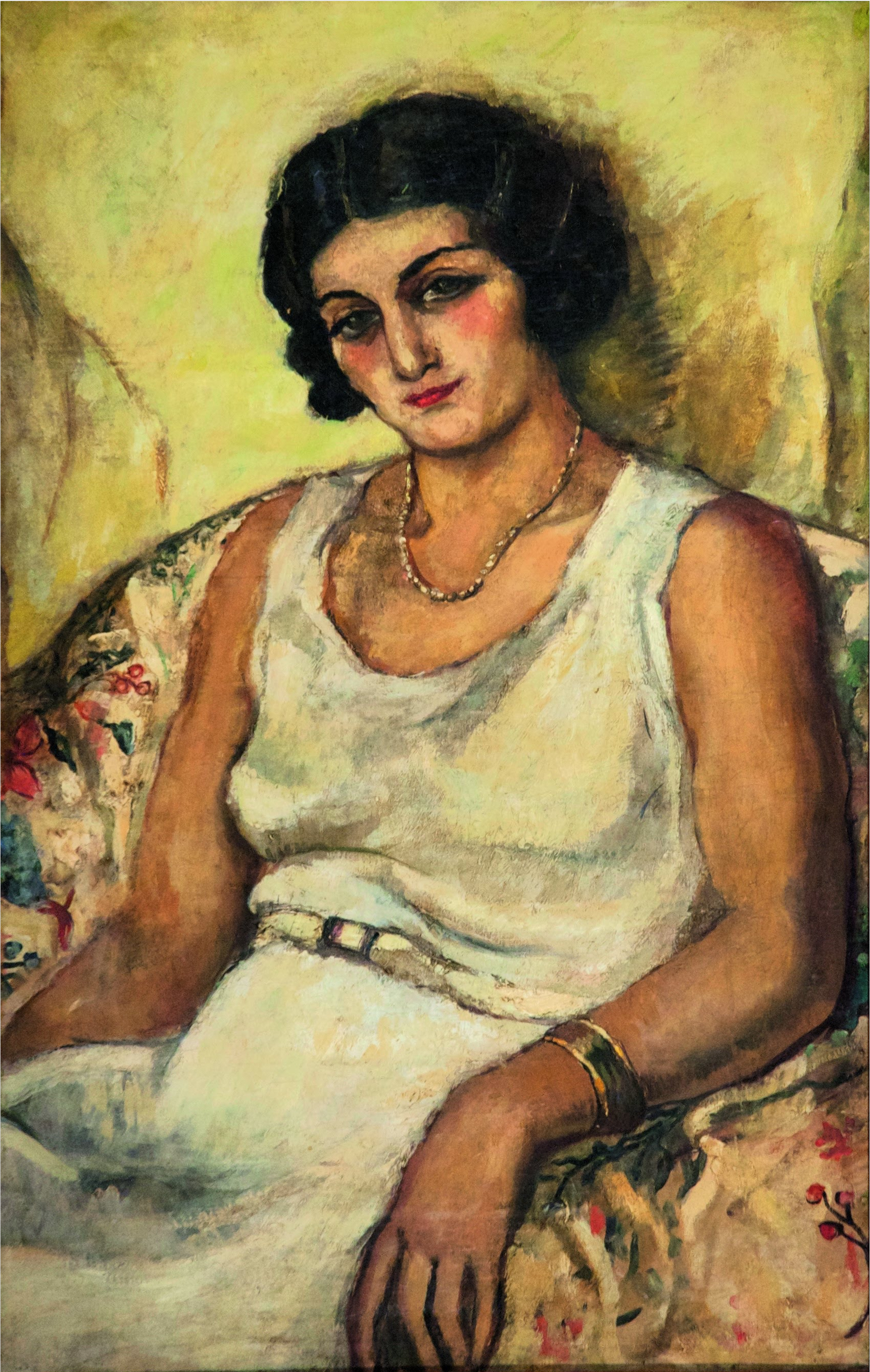
Klarra Szepessy, 1932, New Delhi, National Gallery of Modern Art.
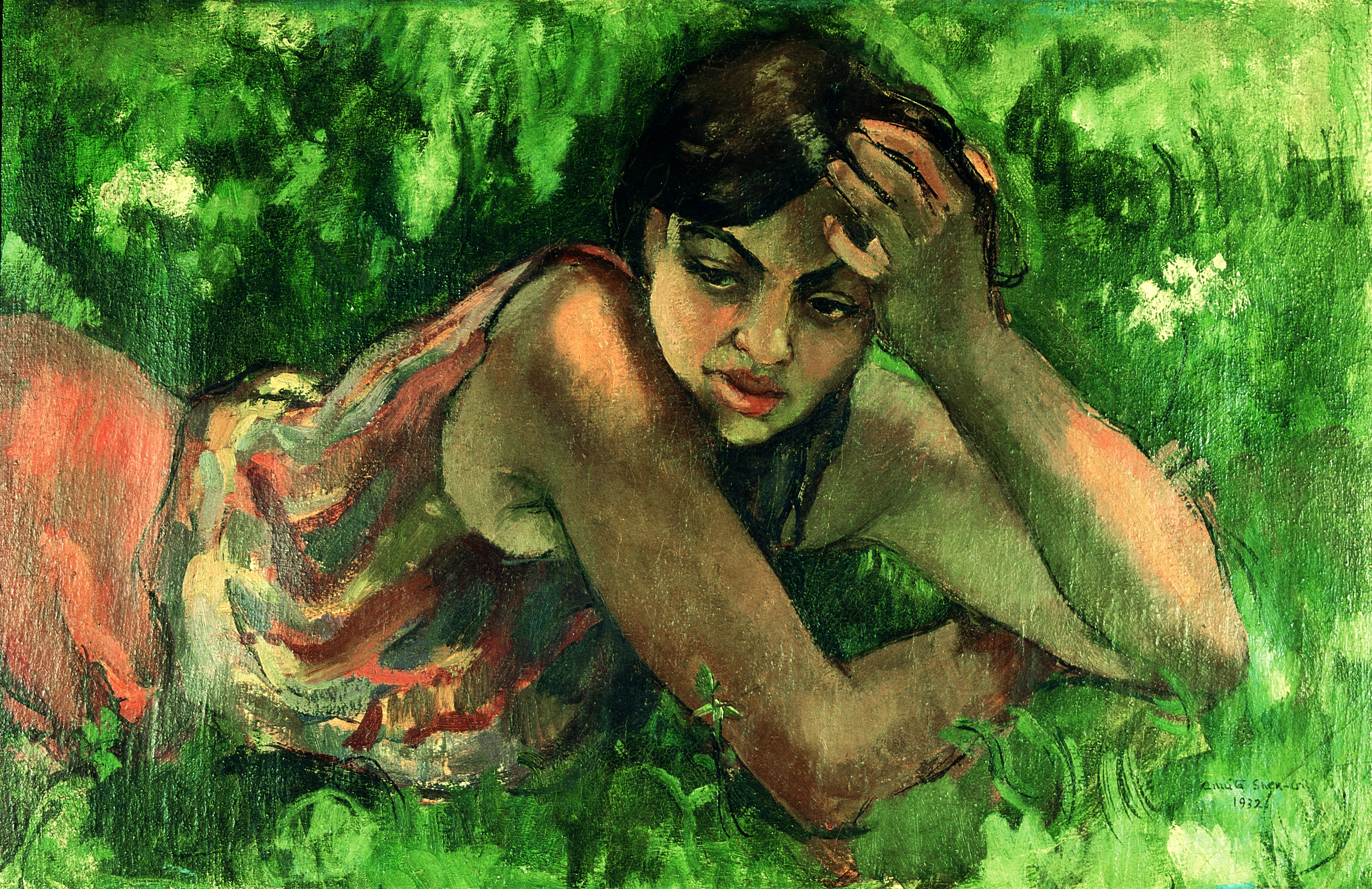
Fille gitane de Hongrie, 1932, New Delhi, National Gallery of Modern Art.
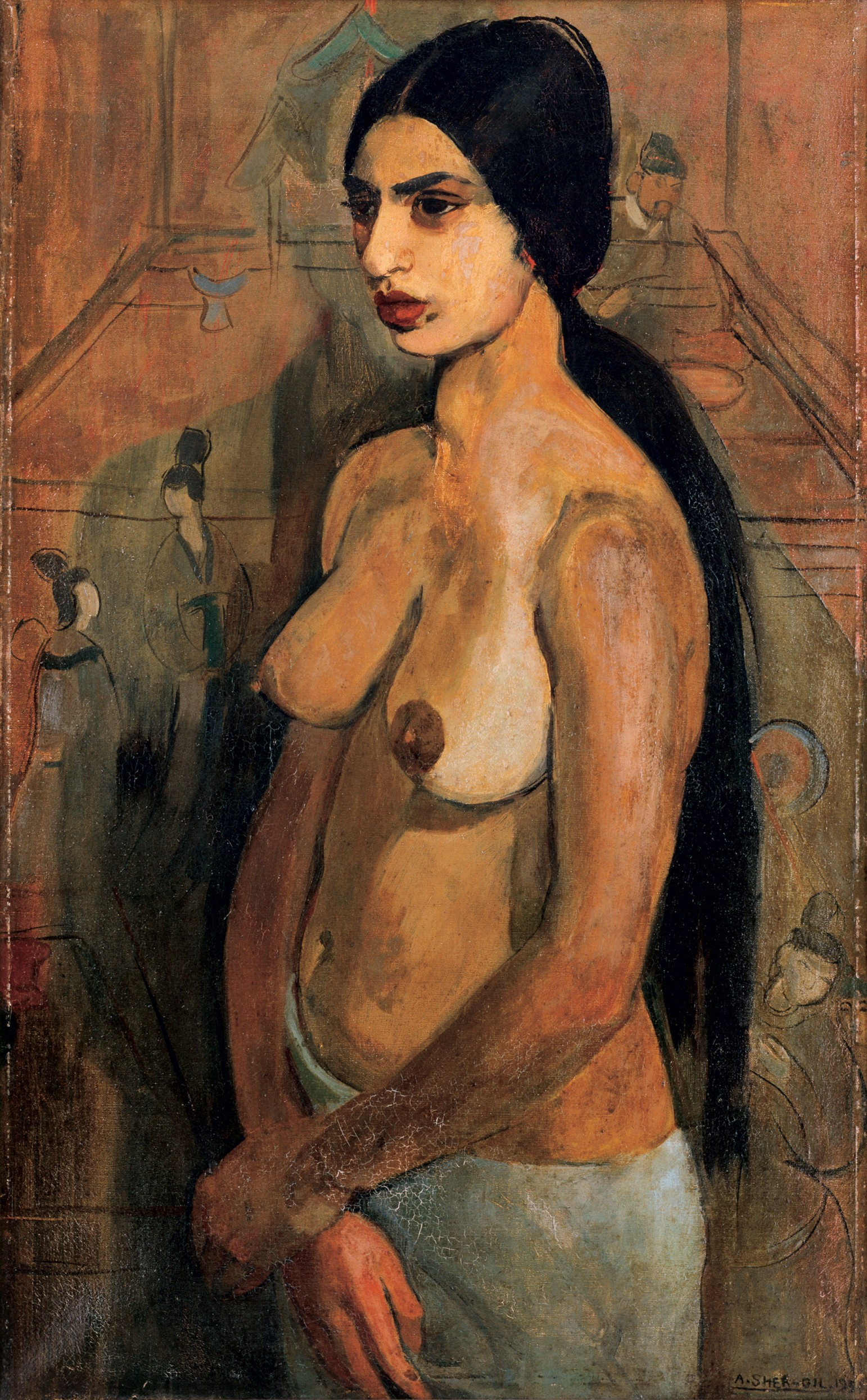
Autoportrait en Tahitienne, 1934, New Delhi, Kiran Nadar Museum of Art.
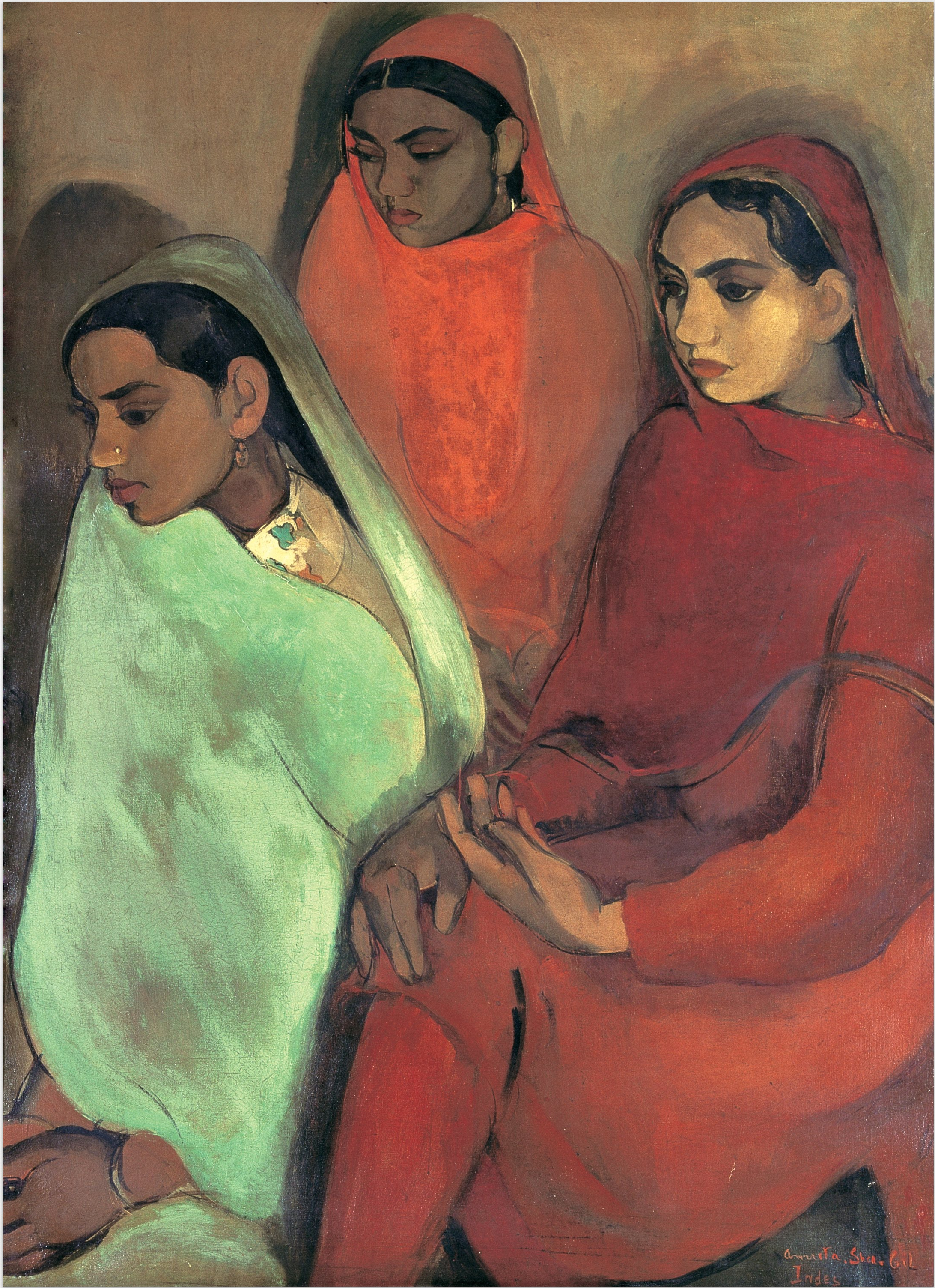
Groupe de trois jeunes femmes, 1935, New Delhi, National Gallery of Modern Art.
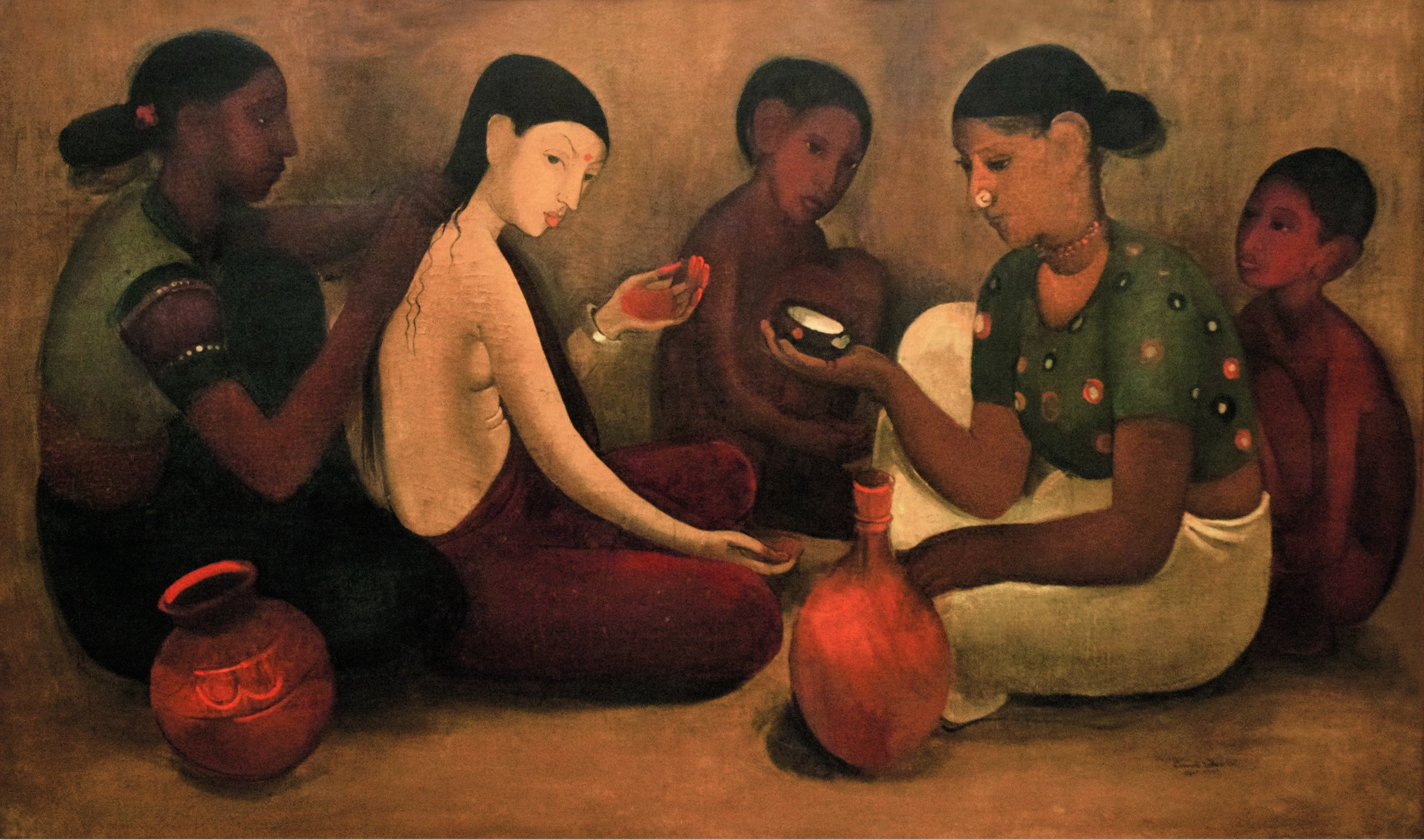
Toilettes de mariée, 1937, New Delhi, National Gallery of Modern Art.

## Hommage
Depuis 2008, un cratère de la planète Mercure est nommé Sher-Gil en son honneur.
La romancière française Nathalie Rouanet publie en 2023 un livre retraçant la vie d'Amrita Sher-Gil : Rouge indien (éditions Perspective Cavalière).